# 顾春林
顾春林（1912年5月—1997年5月），曾用名陆世祥，男，江苏宝山（今属上海）人，中国政治人物。曾任杭州市常务副市长、第三届全国人大代表。

## 生平
1929年毕业于宝山县立师范学校。1937年11月宝山沦陷后流亡到浙江金华，参加中国共产党领导的抗日救亡团体。1938年3月加入中国共产党。历任中共诸暨县江东区委宣传委员、慈溪县委组织部长、宁（波）绍（兴）特委宣传部长、绍属特委宣传部长、处属特委书记、浙江省委秘书等职。1942年2月8日晚，中共浙江省委书记刘英在温州小南门恒丰盐店被国民党中统特务逮捕，接着省委秘书周义群被捕并叛变，带领特务破坏了九山交通站。特务在9日上午6时搜查百里坊大中华广货商店，经理(联络员)郑家琪和顾春林当即冲出后门逃跑。特务开枪射击，顾春林被击伤，未能逃脱，后被关押在永嘉警察局看守所。1942年7月日军占领温州后，顾春林和郑一平一起逃出牢房，前往四明山，后来担任新四军浙东游击纵队司令部秘书。
1945年10月随军北撤，历任华东野战军第一纵队三旅政治部宣传科长、第一纵队司令部秘书、政治部秘书处长兼机关党委书记，华东野战军先遣队秘书长、第七兵团政治部秘书处长兼机关党委书记、政治部宣传部长等职。1949年5月杭州解放后，历任中共杭州市委办公厅主任、宣传部长、统战部长、干校校长兼党委书记，杭州市各界人民代表会议协商委员会副主席，杭州市副市长、常务副市长等职。1966年文化大革命开始后受到冲击。1978年12月中共十一届三中全会后恢复名誉。1979年12月，任浙江省社会科学研究所党委副书记、副所长。1980年6月，任浙江省地方党史资料征集小组副组长（1981年7月更名为中共浙江省委党史资料征集委员会，1982年7月更名为中共浙江省委党史资料征集研究委员会）。社会兼任浙江省中共党史学会会长、顾问，浙江省新四军研究会副会长、顾问等职。1997年5月在杭州逝世。